# Угљешница
Угљешница је река у Србији. Извире код Рамаће испод Божурове главице на 620 m надморске висине. Дугачка је 33,7 km и највећа је притока Лепенице. У Лепеницу се улива код Јовановца, а слив реке износи 153,8 km².
Највеће леве притоке су: Лимовац (18 km), Асановац (7,1 km), Зреоница (6,2 km) и Тарановац (5,4 km). Грабички поток (5,2 km) и Китица (3 km) су најзначајније десне притоке.
Позната је и под другим именима:Петровачка река, Паштрмски поток, Изворчић, Рамаћка река и Кутловачка река.
У мају 2014. године излила се река у градском насељу Петровац. Она је поплавила више домаћинства у Петровцу, Маршићу и Ботуњу. Такође је проузроковала прекид саобраћаја из Крагујевца према Јовановцу и Дулену.